# Mèo rừng châu Âu
Mèo rừng châu Âu (Felis silvestris) là một loài mèo rừng sinh sống ở những khu rừng mưa của Tây Âu, Trung Âu, Đông Âu và Nam Âu cũng như ở Scotland, Thổ Nhĩ Kỳ và dãy Kavkaz; chúng cũng từng sống tại vùng Scandinavia, Anh và xứ Wales nhưng nay không còn. Một số học giả giới hạn phạm vi loài F. silvestris chỉ trontg vùng châu Âu lục địa, và xem các quần thể mèo rừng sống ở Scotland, các đảo ở Địa Trung Hải, Thổ Nhĩ Kỳ, Kavkaz thuộc về những phân loài riêng biệt.
Về hình thái, mèo rừng châu Âu to lớn hơn nhiều so với mèo nhà cũng như mèo rừng châu Phi (Felis lybica). Thật vậy, dáng hình bệ vệ cũng như bộ lông rất dày của mèo rừng châu Âu là điểm đặc trưng của chúng, và thông thường rất khó lầm lẫn giữa mèo rừng châu Âu với mèo nhà (một nghiên cứu cho thấy tỉ lệ lầm lẫn là 39%). Trái với mèo nhà, mèo rừng châu Âu là loài hoạt động vào ban ngày, trong điều kiện tự nhiên không có con người.

## Tình trạng
Mèo rừng châu Âu khá là phổ biến vào thế Canh Tân; khi băng hà tan dần, chúng bắt đầu quen với môi trường rừng mưa ôn đới. Tuy nhiên trong phần lớn các quốc gia Âu Châu hiện nay, mèo rừng đã trở nên khan hiếm. Mặc dù được pháp luật bảo vệ, nhiều mèo rừng vẫn bị các thợ săn bắn hạ do nhầm lẫn với mèo hoang. Ở Cao nguyên Scotland - nơi ước tính có chừng 400 con mèo rừng đang sống trong tự nhiên - việc giao phối với mèo hoang đang đe dọa nghiêm trọng đến nguồn gen gốc của quần thể. Tây Ban Nha và Bồ Đào Nha có quần thể mèo rừng châu Âu vào loại lớn nhất, nhưng việc lai tự nhiên với mèo hoang và vùng sinh sống bị thu hẹp cũng đang là những mối nguy đáng kể của chúng. Còn những quần thể ở phía Đông như ở Ukraina, Moldova, dãy Kavkaz thì việc lai tạp nằm ở mức khá thấp.

## Phân loài học
Hai dạng mèo rừng châu Âu tồn tại cùng nhau tại bán đảo Ilberia: loại "thông thường" sinh sống ở phía Bắc hai con sông Douro và Ebro; loại "khổng lồ" riêng việt của bán đảo - trước đây được xem như một phụ loài riêng biệt mang tên F. s. tartessia - sống ở những phần còn lại của bán đảo. Loại mèo rừng lớn đặc chủng của bán đảo Ilberia cũng chính là phân loài to lớn nhất và cân nặng nhất trong loài Felis silvestris; trong tác phẩm Các loài thú thế Canh Tân của châu Âu (1963), nhà cổ sinh vật học Björn Kurtén đã chép rằng phân loài này có kích thước gần như nguyên vẹn so với loài mèo rừng sống ở châu Âu trong thế Canh Tân.
Nhiều học giả giới hạn phân loài Felis silvestris silvestris trong vùng châu Âu lục địa, nhưng theo một nghiên cứu về di truyền vào năm 2007, tất cả các quần thể mèo ở châu Âu (tính cả các đảo), Thổ Nhĩ Kỳ và dãy Kavkaz cũng nằm trong phân loài này. Cách phân chia truyền thống xếp quần thể mèo rừng Scotland vào phân loài F. s. grampia, mèo rừng Kavkaz (tính luôn cả những con sống ở Thổ Nhĩ Kỳ) vào F. s. caucasica, mèo rừng đảo Kríti (đã tuyệt chủng) F. s. cretensis, mèo rừng quần đảo Baleares vào F. s. jordansi, mèo rừng đảo Corse vào F. s. reyi.